# Gerhard Mehnert
Gerhard Mehnert (* 14. Dezember 1914 in Leipzig; † 20. Juli 1983; auch Gert Mehnert) war ein deutscher Medienwissenschaftler, Chefredakteur und Japanologe.

## Leben

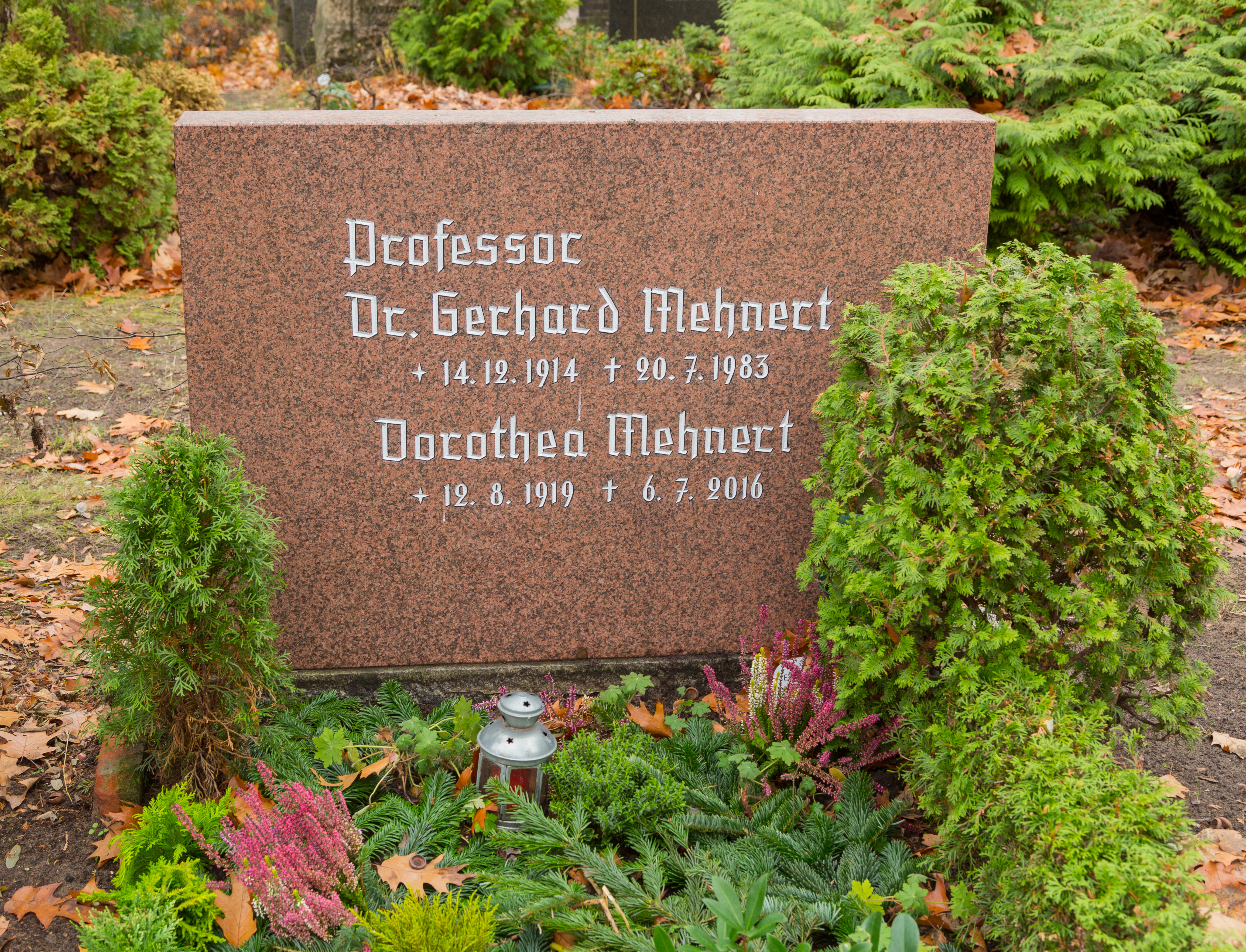
Grab von Gerhard und Dorothea Mehnert auf dem St. Petri-Luisenstadt-Kirchhof.

Gerhard Mehnert besuchte von 1925 bis 1934 die Thomasschule zu Leipzig. Bis 1933 engagierte er sich aktiv im Kommunistischen Jugendverband Deutschland, danach im Untergrund. 1934 absolvierte er den Reichsarbeitsdienst. Von 1934 bis 1936 war er Werkstudent für Orientalistik, Publizistik und Wirtschaftswissenschaften an der Universität Leipzig. Bis 1938 saß er wegen Vorbereitung zum Hochverrat in mehreren sächsischen Haftanstalten. Im Jahr 1939 absolvierte er eine Ausbildung zum Dolmetscher für Englisch und Stenografen in Leipzig. Er unterhielt Kontakte zur Widerstandsgruppe um Herbert Bochow. 1939 war er Sekretär bei Gerhart Hauptmann und hielt sich in Berlin auf. Von 1940 bis 1945 leistete er seinen Wehrdienst ab und wurde bis zum Unteroffizier befördert. Als Soldat führte er eine illegale NKFD-Abteilung. Zum Kriegsende geriet er in US-amerikanische Kriegsgefangenschaft.
1945 trat er der KPD bei. Von 1945 bis 1947 war er Chefredakteur beim Mitteldeutschen Rundfunk. Von 1947 bis 1948 studierte er Japanologie in Leipzig und promovierte 1948 mit der Arbeit Kritik des Hörspiels zum Dr. rer. oec. Von 1948 bis 1950 war er Assistent für Rundfunkpublizistik. Von Mai 1951 bis August 1953 fungierte er als Leiter der Pressestelle im Staatssekretariat für Hoch- und Fachschulwesen der DDR. Von 1953 bis 1959 war er Chefredakteur der Zeitschrift Das Hochschulwesen in Ost-Berlin. Ab 1954 war Mehnert Dozent für Japanologie in Leipzig. 1959 wurde er ordentlicher Professor an der Humboldt-Universität zu Berlin. Ab Oktober 1962 war er Präsident des Freundschaftskomitees DDR-Japan. Im April 1963 wurde er Mitglied des Präsidiums und 1966 Vizepräsident der Liga für Völkerfreundschaft.
Mehnert zählt zu den Pionieren der Medienwissenschaft in der DDR.
Sein Grab befindet sich auf dem St. Petri-Luisenstadt-Kirchhof.

## Auszeichnungen
- 1965: Vaterländischer Verdienstorden in Bronze